# Tabanus geminus
Tabanus geminus är en tvåvingeart som beskrevs av Szilady 1923. Tabanus geminus ingår i släktet Tabanus och familjen bromsar. Inga underarter finns listade i Catalogue of Life.